# 베타-아미노뷰티르산
β-아미노뷰티르산(영어: β-aminobutyric acid, BABA)은 화학식이 C4H9NO2인 유기 화합물이다. β-아미노뷰티르산은 아미노산인 아미노뷰티르산의 세 가지 이성질체들 중 하나이다. 나머지 두 가지 이성질체는 α-아미노뷰티르산(AABA)과 γ-아미노뷰티르산(GABA)이다. γ-아미노뷰티르산(GABA)은 동물의 신경전달물질이며, 식물에서도 발견되며 세포 신호전달에서 역할을 할 수 있다. 세 가지 아미노뷰티르산들은 모두 단백질에서 발견되지 않는 단백질비생성성 아미노산이다. β-아미노뷰티르산은 식물에 적용했을 때 식물내병성을 유도하는 능력과 비생물적 스트레스에 대한 저항성 증가로 알려져 있다.

## 합성
β-아미노뷰티르산을 합성하는 방법은 적어도 1857년부터 알려져 왔었다. β-아미노뷰티르산을 생성하는 초창기 방법으로는 압력 하에서 암모니아와 크로톤산으로부터 얻는 방법, 아세토아세트산 에스터 페닐하이드라존으로부터 얻는 방법 또는 말론산, 아세트알데하이드, 암모니아로부터 얻는 방법이 있다. 1957년에 질카(Zilkha)는 아민을 크로톤산에 첨가한 다음 촉매적으로 수소화 분해 생성물로 β-아미노뷰티르산을 생성하는 보다 간단한 새로운 방법을 보고했다. 2000년 이후에는 β-아미노뷰티르산의 S 입체 이성질체만을 생산하는 방법도 보고되고 있다.

## 식물내병성
β-아미노뷰티르산은 토마토의 역병을 감소시키는 것으로 관찰된 1960년에 식물내병성을 증가시키는 것으로 처음 발견되었다. 1960년대에 추가적인 테스트가 이루어졌지만 화합물에 대한 관심이 다시 시작된 것은 1990년대가 되어서였다. 그 이후로 통제된 조건에서 다양한 병태계에서 효과적인 것으로 나타났다. 다년생 식물 및 일년생 식물 모두 반응하는 것으로 나타났으며, 가지과, 박과, 국화과, 콩과, 배추과, 벼과, 아욱과, 장미과, 포도과의 외떡잎식물 및 쌍떡잎식물 모두 반응하는 것으로 나타났다. 반응을 보인 병원체 그룹에는 바이러스, 세균, 선충류, 균류, 난균류가 있다. 또한 역병으로부터 감자와 토마토를 보호하고, 플라스모파라 비티콜라(Plasmopara viticola)로부터 포도를, 모노스포라스쿠스 칸논발루스(Monosporascus cannonballus)로부터 멜론을 보하하는 데 효과적인 것으로 나타났다.
β-아미노뷰티르산은 식물 병원체에 직접적인 영향을 미치지 않고 식물의 면역 체계를 활성화시켜 감염에 보다 효과적으로 저항할 수 있게 한다. 그 효과는 모델 식물인 애기장대(Arabidopsis thaliana)를 사용하여 광범위하게 연구되었다.

### 작용 모드
β-아미노뷰티르산은 물리적 수단 및 생화학적 수단으로 식물의 방어 작용을 유도한다. 정확한 메커니즘은 식물과 병원체(병태계)에 따라 다르다. β-아미노뷰티르산이 식물 조직과 상호작용하여 내병성을 증가시키는 방법은 알려져 있지 않다. β-아미노뷰티르산은 단독으로 방어 유전자를 직접적으로 활성화시키지는 않지만 감염과 함께 β-아미노뷰티르산을 처리한 식물은 병원체에 대해 더 빠르고 강력하게 반응한다.
이후 병태계에서는 감염 지점 주변에 칼로스 및 리그닌의 침착이 강화되어 질병을 예방하는 물리적 장벽으로 작용한다. 질병을 예방하는 데 도움이 되는 다양한 기능을 수행하는 병원성 관련 단백질(PR 단백질)은 병원체의 접종 여부에 관계없이 일부 β-아미노뷰티르산 처리 식물에 축적된다. 그러나 감염되면 병원성 관련 단백질의 수준이 더 증가하는 경향이 있다. 병원성 관련 단백질 생성을 유도하지 않는 β-아미노뷰티르산의 토양 관주가 여전히 내성을 부여하기 때문에 병원성 관련 단백질이 감염을 예방하는 유일한 메커니즘은 아니다. 이것은 가지과(감자, 토마토, 후추)가 병원체 없이 병원성 관련 단백질을 생성하여 반응하는 반면 십자화과(애기장대, 콜리플라워)는 병원성 관련 단백질을 유도하기 위해 병원체를 필요로 하기 때문에 식물의 과 사이의 차이 때문일 수 있다. 다른 병태계에서 피토알렉신(항미생물 화합물)은 β-아미노뷰티르산 처리 식물이 병원체에 감염되었을 때 더 높은 수준으로 축적되지만 병원체가 없을 때는 축적되지 않는다. β-아미노뷰티르산의 엽면 스프레이는 뿌리고 1~2일 후에 잎에 작은 괴사 반점이 형성될 수 있다. 이것은 식물이 일반적으로 감염의 확산을 제한하기 위해 감염된 세포를 죽이는 데 사용하는 과민 반응을 유도하는 β-아미노뷰티르산 때문인 것으로 제안되었다.
엽면 스프레이로 β-아미노뷰티르산을 사용하면 식물 호르몬인 살리실산이 축적되는 데, 이는 전신 획득 저항성을 조절하는 핵심적인 호르몬이다. 살리실산을 축적할 수 없는 유전자 변형 담배 식물은 여전히 일부 병원체에 대해 β-아미노뷰티르산에 의해 보호되지만 다른 병원체에 대해서는 보호되지 않는데 이는 β-아미노뷰티르산이 저항성을 부여하는 병태계 특정 메커니즘을 나타낸다. 살리실산, 자스몬산 또는 에틸렌(방어에 관여하는 다른 호르몬)을 생산할 수 없는 애기장대는 난균류인 히알로페로노스포라 파라시티카(Hyaloperonospora parasitica)로부터 여전히 보호되었지만 살리실산을 생산할 수 없는 식물은 세균인 슈도모나스 시린가에(Pseudomonas syringae)에 취약했다. β-아미노뷰티르산이 저항성을 부여하는 데 필요한 호르몬의 이러한 변화는 병원성 관련 단백질의 전신 획득 저항성 경로를 통해서만 작동하는 다른 합성 식물 방어 활성화제와 다르다.

## 같이 보기
- 아미노뷰티르산
- α-아미노뷰티르산 (AABA)
- γ-아미노뷰티르산 (GABA)